# Vulcani di fango in Azerbaigian

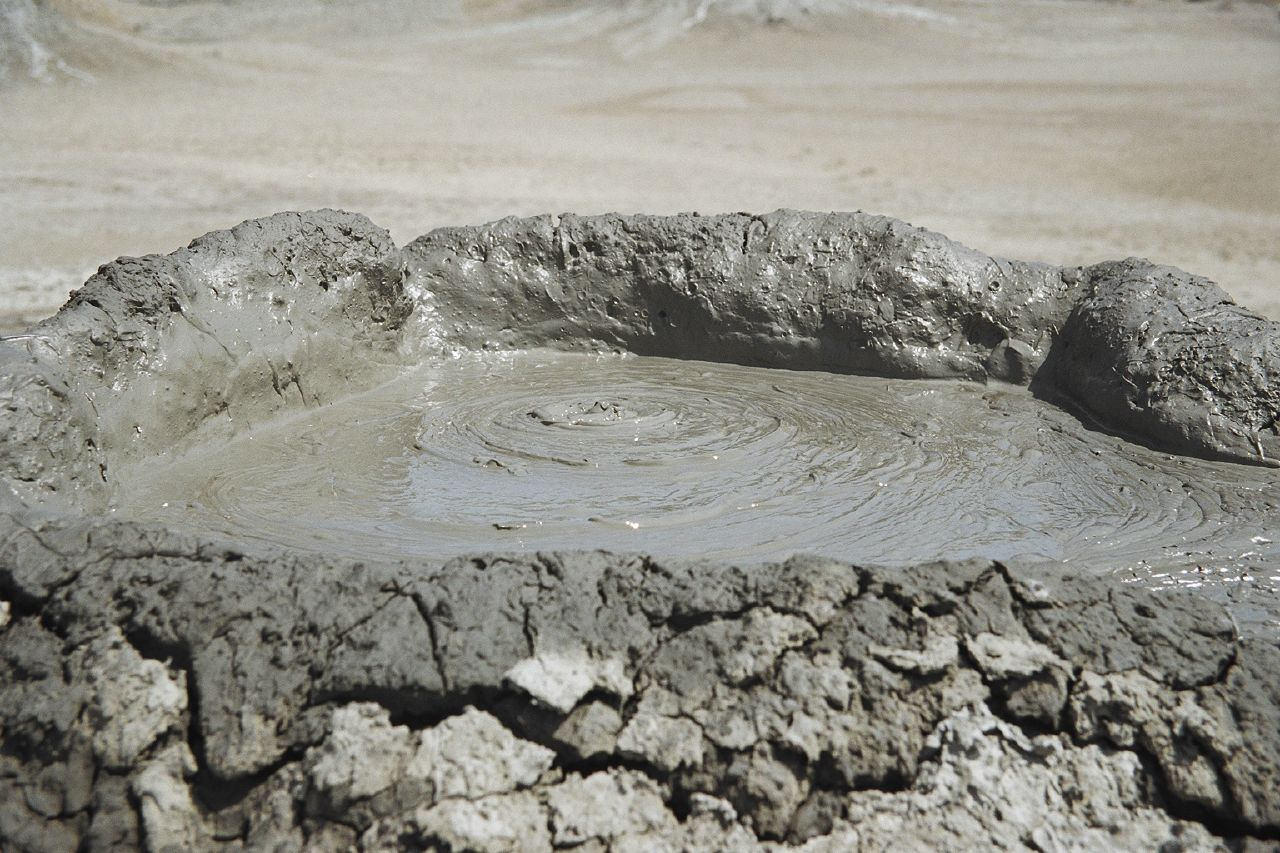
Vulcano di fango in Gobustan

Sul Mar Caspio, in Azerbaigian, vi sono il maggior numero di vulcani di fango di qualsiasi altro Paese, infatti circa 400 degli 800 vulcani del mondo si trovano nella Repubblica dell'Azerbaigian. La gente del posto li chiama "yanardagh" (montagna in fiamme), "pilpila" (terrazza), "gaynacha" (acqua bollente) e "bozdag" (montagna grigia) accanto al suo nome geografico, ovvero vulcani di fango. La maggior parte dei vulcani di fango dell’Azerbaigian si trovano all’interno del Parco nazionale di Gobustan, protetto anche dall’UNESCO.

## Vulcani di fango sottomarini
I vulcani sotterranei e sottomarini di fango sono famosi anche in Azerbaigian. Ci sono più di 140 vulcani sottomarini nel Mar Caspio. Otto isole dell'Arcipelago di Baku sono di origine vulcanica. Gli altri tipi di vulcani di fango sono pozzi. La loro attività può essere osservata tra strati di varie età che si sono formati nel corso degli anni. Secondo le ricerche svolte dagli scienziati, i vulcani di fango azeri iniziarono la loro attività vulcanica nel territorio dell'Azerbaigian circa 25 milioni di anni fa.

## Eruzioni dei vulcani di fango

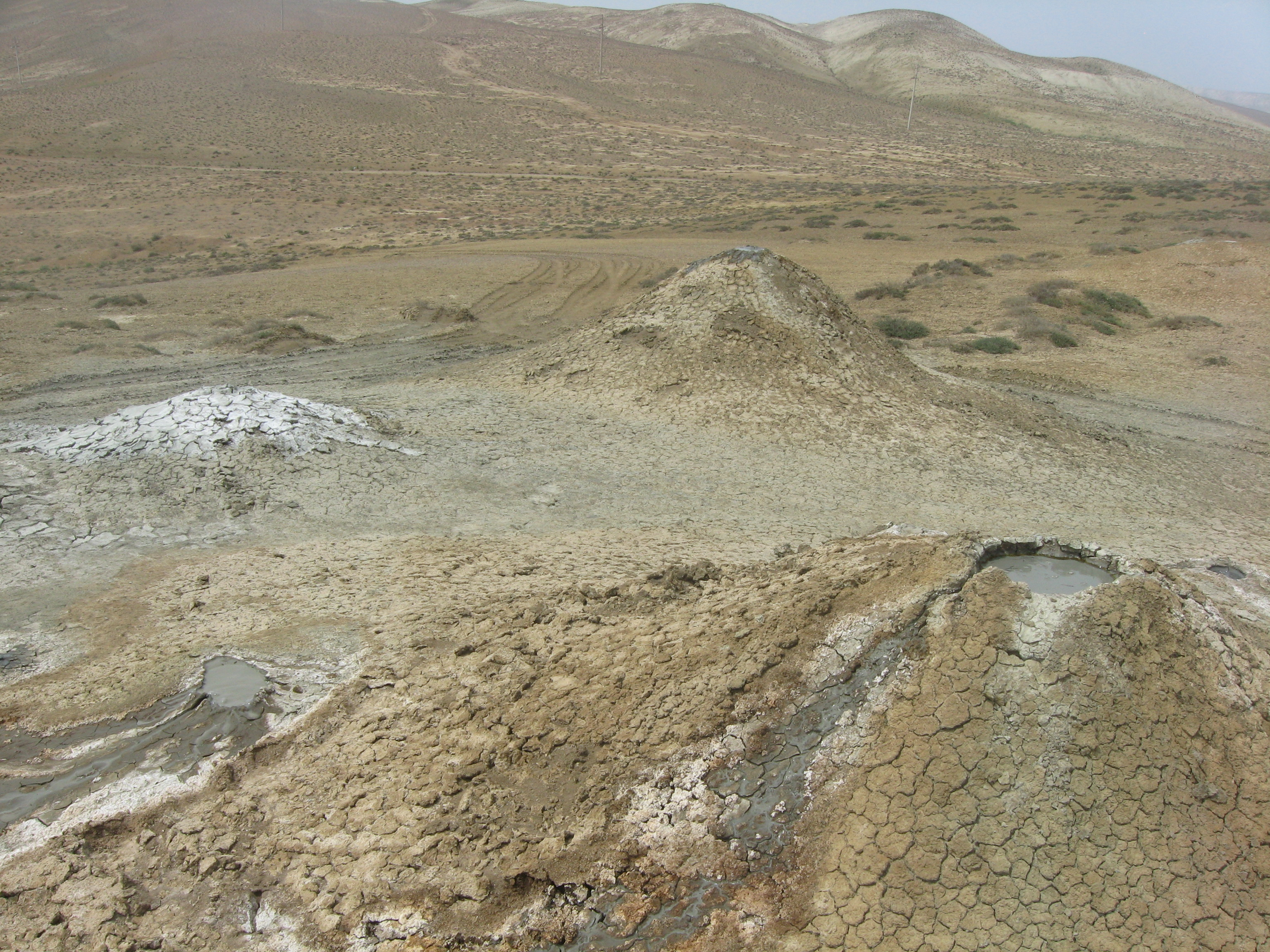
Vulcani di fango in Azerbaigian

Nel territorio della Repubblica dell'Azerbaigian dal 1810 ad oggi si sono verificate circa 200 esplosioni in 50 differenti vulcani di fango. L'eruzione dei vulcani di fango è accompagnata da forti esplosioni e da rumori sotterranei. I gas escono dagli strati più profondi della terra e si accendono immediatamente. L'altezza di una fiamma sopra il vulcano può raggiungere i 1000 metri (vulcano Garasu). Il vulcano Toragay ha eruttato 6 volte dal 1841 al 1950.
I vulcani di fango vengono associati ai giacimenti petroliferi presenti nel territorio dell’Azerbaigian. I ricchi giacimenti di petrolio e gas si trovano nei territori dei vulcani di fango (Lokbatan, Garadgh, Neft Dashlari, Mishovdagh ed altri). Inoltre, lava, fango e liquido eruttati dai vulcani di fango vengono utilizzati come materie prime nelle industrie chimiche e farmacologiche. Vengono anche usate nell'edilizia.

## Fatti interessanti
- I geologi della NASA che hanno svolto molteplici studi sul pianeta Marte, sono giunti alla conclusione che i vulcani di fango dell'Azerbaigian sono molto simili alle alture presenti sul territorio di Marte a causa della loro struttura.
- L'argilla ed il fango vulcanico vengono usati nel trattamento di malattie del sistema nervoso, della pelle e dei reumatismi.
- Il 5 settembre 2004 il territorio dell'Azerbaigian è stato aggiunto al Guinness World Records come Paese con il maggior numero di vulcani di fango al mondo.[1]
- Otman Bozdag è il secondo più grande vulcano di fango, secondo i resoconti dei media locali. La sua eruzione del 23 settembre 2018 ha prodotto estrusioni vulcaniche di fango che hanno raggiunto i 4 km di lunghezza e crepe profonde fino ad 80 m.[2][3]